# Ludwig Glauert
Ludwig Glauert (Sheffield, 1879. május 5. – Perth, 1963. február 1.) brit születésű ausztrál paleontológus, herpetológus és múzeumigazgató volt. A pleisztocén-kori emlősök fosszíliáival kapcsolatos munkásságáról ismert, valamint múzeumi kurátorként, aki fontos szerepet játszott Nyugat-Ausztrália természettudományában.
Glauert az angliai Sheffield Ecclesall negyedében született. Apja Johann Ernst Louis Henry Glauert kereskedő és evőeszközgyártó, anyja Amanda Watkinson volt. Sheffieldben tanult a Sheffieldi Királyi Gimnáziumban, majd a Firth University College-ban, ahol geológiát tanult, 1900-ban a londoni Geológiai Társaság tagja lett.
1908-ban feleségével a nyugat-ausztráliai Perth-be költözött, ahol paleontológusként csatlakozott az ottani Geológiai Intézethez, és a Nyugat-Ausztráliai Múzeum gyűjteményeinek rendezésén dolgozott. 1910-ben a múzeum állandó munkatársa lett, 1914-ben pedig a geológiai és az etnológiai részleg gondozójává léptették elő. 1909 és 1915 között terepmunkát végzett a Margaret River-i barlangokban, ahol a pleisztocén kori mészkőben számos kihalt kloákás és erszényes állatfaj fosszíliáit találta meg.
Tagja volt a Nyugat-Ausztráliai Természettudósok Klubjának, és rendszeresen publikált a West Australian Naturalist, valamint a Western Mail The Naturalist (a természettudós) rovatában.
Munkásságáért 1948-ban megkapta az Australian Natural History Medallion (ausztrál természetrajzi emlékérem) kitüntetést. Az 1960-as újév alkalmából adott kitüntetések között MBE kitüntetést kapott.
Tiszteletére nevezték el a Varanus glauerti  ausztrál varánuszfajt. Nevét őrzi a  Crinia glauerti békafaj is.